# Ophelia koloana
Ophelia koloana är en ringmaskart som beskrevs av Gibbs 1971. Ophelia koloana ingår i släktet Ophelia och familjen Opheliidae. Inga underarter finns listade i Catalogue of Life.